# Lutjanus dodecacanthoides
Lutjanus dodecacanthoides är en fiskart som först beskrevs av Bleeker, 1854.  Lutjanus dodecacanthoides ingår i släktet Lutjanus och familjen Lutjanidae. Inga underarter finns listade i Catalogue of Life.